# 岸ユキ
岸 ユキ（きし ユキ、1948年10月23日 - ）は、日本の女優、タレント、画家。B&G財団理事。海上保安友の会理事。恩賜財団済生会評議委員。西野バレエ団出身。父親は日本画家の山田皓斉(1906〜97)。本名、重吉富巳。夫は2014年に死去。
兵庫県芦屋市出身、神戸松蔭短期大学卒業。身長165cm（1975年7月）。

## 略歴
1964年、西野バレエ団に入団しラジオ出演や歌手として活動を始める。1969年「サインはV」で女優デビュー。1980年頃からは司会的な仕事に比重を移していった。
「明るい農村」、「岸ユキのふるさとホットライン」への出演を機に農業へ関心をもつようになり、同時期に東京の自宅とは別に山梨県韮崎市に居を構え、自ら畑を耕すようになった。農業問題、環境問題についても発言するようになり、環境省や国土交通省等の政策審議会委員をはじめとした公的な職務を歴任した。
画家としての才もある。二科会（絵画部）会友。日本美術家連盟会員。板橋区立美術館運営協議会委員。全日本アートサロン絵画大賞展などいくつかの賞の審査員を務める。
2014年1月7日放送のフジテレビ系列「芸能人今でもスゴイ懐かしの100人すべて見せますSP」に出演。画家に専念し、芸能活動はしていないと証言したが、それ以降も徹子の部屋などの番組には出演している。

## 出演作品

### 映画
- バツグン女子高校生 そっとしといて16才（1970年） - 滝川由紀枝
- サインはV（1970年） - 松原かおり
- おしゃれ大作戦（1970年） - 堀田リカ

### テレビドラマ
- サインはV（1969年、TBS） - 松原かおり
- 木下恵介アワー / あしたからの恋（1970年、TBS） - 前田新子
- ワン・ツウ・アタック!（1971年、12CH） - 浜口敬子
- ケンちゃんシリーズ（TBS）
  - すし屋のケンちゃん（1971年） - サチコ
  - ケーキ屋ケンちゃん（1972年） - ユミ子
  - おもちゃ屋ケンちゃん（1973年） - マキ
  - ケンにいちゃん（1974年） - ミキ
  - パン屋のケンちゃん（1977年） - マキ
- おさな妻 第46話「がんばらなくちゃ」（1971年、12ch） - 板東クリ子
- 新諸国物語 笛吹童子（1972年、TBS）
- 水もれ甲介（1974年、NTV） - 酒井初子
- 赤い疑惑（1975年、TBS） - 土屋

### 情報番組
| 期間       | 期間      | 番組名                    | 役職               |
| ---------- | --------- | ------------------------- | ------------------ |
| 1985年11月 | 1987年3月 | なうNOWスタジオ（ANB）    | 月～木曜日担当司会 |
| 1987年4月  | 1987年9月 | お昼のワイドショー（NTV） | 女性アシスタント   |

### バラエティ番組
- 脱線問答（NHK）
- 遠くへ行きたい（ytv）
- ベルトクイズQ&Q （TBS） - アシスタント
- サンデースペシャルⅡ 激走 夢の寝台特急 ブルートレインのすべて （TBS） - リポーター
- 明るい農村（NHK）
- にっぽん列島朝いちばん（NHK）
- 岸ユキのふるさとホットライン
- ハイビジョン美術館探訪（1994年）
- メレンゲの気持ち（NTV）
- ぴったし カン・カン（TBS）
- ビックリ大集合!（テレビ東京）  - 司会

### CM
- 太子食品工業 おいなりくん（1980年代前半）
- 東京電力「TEPCOインフォメーション」

## 音楽作品

### シングル
- 「ペロペロ・キャンディー」「星をさがして」テイチクレコード A-4、1968年6月
- 「恋はシャララで」「あなたのことだけ」テイチクレコード A-10、1968年10月
- 「すみれ咲く頃」「誰もいない湖」テイチクレコード A-19、1969年5月
- 「空は知ってる」「涙の旅行」テイチクレコード A-30、1969年9月
- 「愛の芽ばえ」「恋をしてるから」テイチクレコード A-35、1969年12月
- 「青春山脈」「ラ・ムール」テイチクレコード A-49、1970年
- 「めまい（眩暈）」「傷つく前にさよならを」テイチクレコード A-59、1970年8月5日
- 「あなたは女の子」「恋の鍵」テイチクレコード A-61、1970年10月5日
- 「男っぽい女の子のうた」「マーチ・アモーレ」テイチクレコード A-78、1971年10月
- 「好きなら待って」「シンデレラの足音」ポリドールレコード 、1974年1月

## 著作

### 書籍
- 「無言の教育」『親父バンザイ』婦人画報社、1986年
- 『らっきょの汗が輝くとき』家の光協会、2003年、ISBN 978-4-25954637-3、エッセイ

### デザイン
- 1984年ロサンゼルスオリンピック公式メダル
- マイ東京絵ハガキ(1986)